# LinkedIn
LinkedIn je društvena mreža, koja je namijenjena povezivanju poslodavaca i tražitelja posla. Ova mreža nastala je s ciljem učinkovite prezentacije profesionalnih sposobnosti svojih članova i povezivanja poslodavaca s onima koji traže posao. LinkedIn je, između ostalog, najveća svjetska profesionalna poslovna društvena mreža na kojoj poslovni ljudi razmjenjuju iskustva, sudjeluju u raspravama, dijele zanimljiv sadržaj i pronalaze nove poslodavce.
Ova društvena mreža osnovana je u prosincu 2002., a pokrenuta je 5. svibnja 2003. U veljači 2021. LinkedIn je imao od 740 milijuna registriranih korisnika iz više od 200 zemalja svijeta.
Izvršni direktor LinkedIn-a je Jeff Weiner, prethodno izvršni direktor Yahoo! Inc. Tvrtku su osnovali Reid Hoffman i članovi osnivačkoga tima iz PayPala i Socialnet.com (Allen Blue, Eric Ly, Jean-Luc Vaillant, Lee Hower, Konstantin Guericke, Stephen Beitzel, David Eves, Ian McNish, Yan Pujante i Chris Saccheri).
Za razliku od Facebooka, Twittera, MySpacea i sličnih web stranica, LinkedIn je poslovna društvena mreža. Glavna namjera LinkedIna je povezivanje s ostalim kolegama iz korisnikove industrije i potencijalnim poslodavcima. Nakon otvaranja profila, korisnik ima priliku objaviti svoj životopis, može dijeliti sadržaj koji smatra relevantnim i zanimljivim, može se pridružiti različitim grupama i stranicama, pratiti oglase za posao. Otvaranje računa vrlo je jednostavno - kao i na većini drugih društvenih mreža. Nakon toga korisnik postaje vidljiv poslodavcima i svima koji upišu korisničko ime na jednu od tražilica.
Ono što LinkedIn razlikuje od uobičajenoga internetskog životopisa je sposobnost umrežavanja s drugim korisnicima, što je samo dio mogućnosti. Prije svega, svaki registrirani korisnik u sustavu može napraviti vlastitu mrežu povezivanjem s drugim korisnicima s kojima je na neki način sličan. To nadalje pruža priliku za preporuke među članovima koje mogu imati različite osnove, što podrazumijeva odnos s članom koji se preporučuje.

## Vanjske poveznice
- Službena stranica